# Срініваса Рамануджан
Срініваса Аєнґар Рамануджан (вимоваⓘ; таміл. சீனிவாச இராமானுஜன், англ. Srinivasa Ramanujan Aiyangar; 22 грудня 1887 — 26 квітня 1920) — індійський математик тамільського походження, відомий своїм самородним талантом, що дозволив йому зробити значний внесок у математику (математичний аналіз, теорію чисел, теорію числових рядів та теорію неперервних дробів), здобувши свої знання в основному самоосвітою.

## Життєпис
Рамануджан народився і виріс у тамільській сім'ї, у місті Ероде, що в штаті Таміл-Наду, Південна Індія. Батько Рамануджана працював бухгалтером у невеликій текстильній крамниці в місті Кумбаконам Мадраського президентства. Мати була глибоко релігійна. Рамануджан виховувався в суворих традиціях замкнутої касти брахманів. У 1889 році він хворів на віспу, але зумів вижити й одужати.
У школі виявилися його неабиякі здібності до математики, і знайомий студент із міста Мадраса дав йому книги з тригонометрії. Чотирнадцятирічний Рамануджан відкрив формулу Ейлера про синус і косинус і був дуже засмучений, дізнавшись, що вона вже опублікована. У 1903 році він отримав двотомний твір математика Джорджа Шубриджа Карра «Збірник елементарних результатів прикладної математики», написаний майже за чверть століття до цього (згодом, завдяки імені Рамануджана, ця книга була піддана ретельному аналізу). Робота містила 6165 теорем та формул, практично без доказів та пояснень. Юнак, який не мав доступу ні до ЗВО, ні можливості до спілкування з математиками, поринув у вивчення цих формул. Таким чином, у нього сформувався певний спосіб мислення, своєрідний стиль доказів. У цей час і визначилася математична доля Рамануджана.
До 17 років Рамануджан уже провів дослідження чисел Бернуллі та сталої Ейлера-Маскероні. Завдяки успіхам у математиці він отримав стипендію для навчання в урядовому коледжі в Кумбаконані, але не зумів туди вступити, бо провалив екзамени з інших дисциплін. Він вступив до іншого коледжу, працюючи клерком в офісі головного бухгалтера Мадраського портового тресту. У 1912—1913 роках він послав приклади доведених теорем трьом науковцям із Кембриджу. Серед них лише Ґодфрі Гарольд Гарді зрозумів геніальність його робіт. Між кембриджським професором та індійським клерком зав'язалося жваве листування, у результаті якого в Гарді накопичилося близько 120 формул, невідомих науці того часу. На вимогу Гарді Рамануджан приїхав до Кембриджу. Там він був обраний членом Лондонського Королівського товариства (Англійська академія наук) і одночасно професором Кембриджського університету. Він був першим індійцем, ушанованим такими почестями. Друковані праці з його формулами виходили одна за одною, викликаючи здивування, а часом, і подив колег.
У формуванні математичного світу Рамануджана початковий запас математичних фактів поєднався з величезним запасом спостережень над конкретними числами. Він колекціонував такі факти з дитинства. Учений мав разючу здатність помічати величезний числовий матеріал. За своє коротке життя Рамануджан незалежно від інших отримав 3900 математичних результатів, здебільшого тотожностей та рівнянь. Невелика кількість цих результатів виявилася помилковою, деякі були вже відомі, але правильність більшості з них була підтверджена. Його результати були оригінальними і дуже незвичними, відкрили простір для подальших досліджень.
У 1919 році через слабке здоров'я Рамануджан був змушений повернутись до Індії, де й помер 1920 року у віці 32 років. Причиною ранньої смерті міг бути туберкульоз (спричинений наслідками недоїдання, виснаження та стресу). Припущено, що Рамануджан міг мати амебіаз. Його останні листи до Гарді, написані в січні 1920 року, показують, що він все ще продовжував створювати нові математичні теореми. «Втрачений блокнот» Рамануджана, що містить відкриття останнього року його життя, сколихнув світ математиків, коли його знову відкрили в 1976 році.
Глибоко релігійний індус, Рамануджан приписував свої значні математичні здібності божественності і сказав, що математичні знання, які він показав, були відкриті йому богинею його родини Намагірі Таяр. Одного разу він сказав: «Рівняння для мене не має значення, якщо воно не виражає думку Бога»..

## Наукові інтереси і результати
Сфера його математичних інтересів була дуже широкою. Це магічні квадрати, квадратура круга, числові ряди, гладкі числа, розбиття чисел, гіпергеометричні функції, спеціальні суми і функції, що нині мають його ім'я, певні інтеграли, еліптичні та модулярні функції.
Він знайшов кілька частинних розв'язків рівняння Ейлера (див. задача про чотири куби), сформулював близько 120 теорем (переважно у вигляді виключно складних тотожностей). Рамануджан вважається найбільшим знавцем ланцюгових дробів серед сучасних математиків. Найпромовистішим результатом Рамануджана в цій галузі є формула, відповідно до якої сума простого числового ряду і ланцюгового дробу точно дорівнює виразу, у якому присутній добуток {\displaystyle e} на {\displaystyle \pi }:
{\displaystyle 1+{\frac {1}{1\cdot 3}}+{\frac {1}{1\cdot 3\cdot 5}}+{\frac {1}{1\cdot 3\cdot 5\cdot 7}}+{\frac {1}{1\cdot 3\cdot 5\cdot 7\cdot 9}}+\ldots +{\frac {1}{1+\displaystyle {\frac {1}{1+\displaystyle {\frac {2}{1+\displaystyle {\frac {3}{1+\displaystyle {\frac {4}{1+\displaystyle {\frac {5}{1+\ldots }}}}}}}}}}}}={\sqrt {\frac {e\cdot \pi }{2}}}}.
Математикам добре відома формула обчислення числа {\displaystyle \pi }, отримана Рамануджаном у 1910 році шляхом розкладання арктангенса в ряд Тейлора:
{\displaystyle \pi ={\frac {9801}{2{\sqrt {2}}\sum \limits _{k=0}^{\infty }\displaystyle {\frac {(4k)!}{(k!)^{4}}}\times \displaystyle {\frac {[1103+26390k]}{(4\times 99)^{4k}}}}}}.
Уже при сумуванні перших 100 елементів ({\displaystyle k=100}) цього ряду досягається точність у шістсот значущих цифр.
Приклади нескінченних сум, знайдених Рамануджаном:
{\displaystyle 1-5\left({\frac {1}{2}}\right)^{3}+9\left({\frac {1\times 3}{2\times 4}}\right)^{3}-13\left({\frac {1\times 3\times 5}{2\times 4\times 6}}\right)^{3}+\ldots ={\frac {2}{\pi }}}.
{\displaystyle 1+9\left({\frac {1}{4}}\right)^{4}+17\left({\frac {1\times 5}{4\times 8}}\right)^{4}+25\left({\frac {1\times 5\times 9}{4\times 8\times 12}}\right)^{4}+\cdots ={\frac {2^{\frac {3}{2}}}{\pi ^{\frac {1}{2}}\Gamma ^{2}\left({\frac {3}{4}}\right)}}}.
Ці дивовижні формули — одні із запропонованих ним у першому листі до Гарді. Докази цих рівностей є не тривіальними.
Інші формули Рамануджана не менш витончені:
{\displaystyle {\sqrt {1+2{\sqrt {1+3{\sqrt {1+4{\sqrt {1+\ldots }}}}}}}}=3}.
{\displaystyle x^{3}+y^{3}+z^{3}=w^{3}}, де
{\displaystyle x=3a^{2}+5ab-5b^{2}}
{\displaystyle y=5a^{2}-5ab-3b^{2}}
{\displaystyle z=4a^{2}-4ab+6b^{2}}
{\displaystyle w=6a^{2}-4ab+4b^{2}}
{\textstyle e^{\pi {\sqrt {58}}}=396^{4}-104.000000177\dots .}
Наступна формула справджується для 0 < a < b + 1/2
{\displaystyle \int \limits _{0}^{\infty }{\frac {1+{\dfrac {x^{2}}{(b+1)^{2}}}}{1+{\dfrac {x^{2}}{a^{2}}}}}\times {\frac {1+{\dfrac {x^{2}}{(b+2)^{2}}}}{1+{\dfrac {x^{2}}{(a+1)^{2}}}}}\times \cdots \,dx={\frac {\sqrt {\pi }}{2}}\times {\frac {\Gamma \left(a+{\frac {1}{2}}\right)\Gamma (b+1)\Gamma (b-a+1)}{\Gamma (a)\Gamma \left(b+{\frac {1}{2}}\right)\Gamma \left(b-a+{\frac {1}{2}}\right)}}.}

### Гіпотеза Рамануджана
Хоча є численні твердження, які могли б називатись гіпотезою Рамануджана, проте одне з них дуже вплинуло на подальші роботи. Зокрема, зв'язок цієї гіпотези з гіпотезами Андре Вейля в алгебричній геометрії відкрив нові напрямки досліджень. Ця гіпотеза Рамануджана є припущенням щодо величини коефіцієнтів Фур'є {\displaystyle \tau (n)} функції {\displaystyle \Delta } (параболічна форми ваги 12). Пізніше П'єр Делінь звів гіпотезу Петерсона до гіпотези Вейля (етап скорочення є складним), яку остаточно було доведено в 1973 році. Відповідно, цим була доведена й гіпотеза, висунута Рамануджаном. У 1978 році Делінь отримав медаль Філдса за цю роботу.

### Число Рамануджана-Гарді, 1729
Число 1729, відоме як число Рамануджана-Гарді, виникло після відомого візиту Гарді до Рамануджана в лікарні. За словами Харді:
Пам'ятаю, як одного разу ходив до нього, коли він хворів у Патні. Я їхав у таксі № 1729 і зауважив, що номер здається мені досить нудним, і сподівався, що це не несприятлива ознака. «Ні, — відповів Рамануджан, — це дуже цікаве число; це найменше число, яке можна виразити як суму двох кубів двома різними способами».
Безпосередньо перед цим анекдотом Гарді процитував слова Літлвуда: «Кожне натуральне число було одним із особистих друзів Рамануджана».
Два різні способи подання 1729 через суму кубів:
{\displaystyle 1729=1^{3}+12^{3}=9^{3}+10^{3}.}
Узагальнення цієї ідеї сприяло появі поняття «число таксі».

## Посмертне визнання

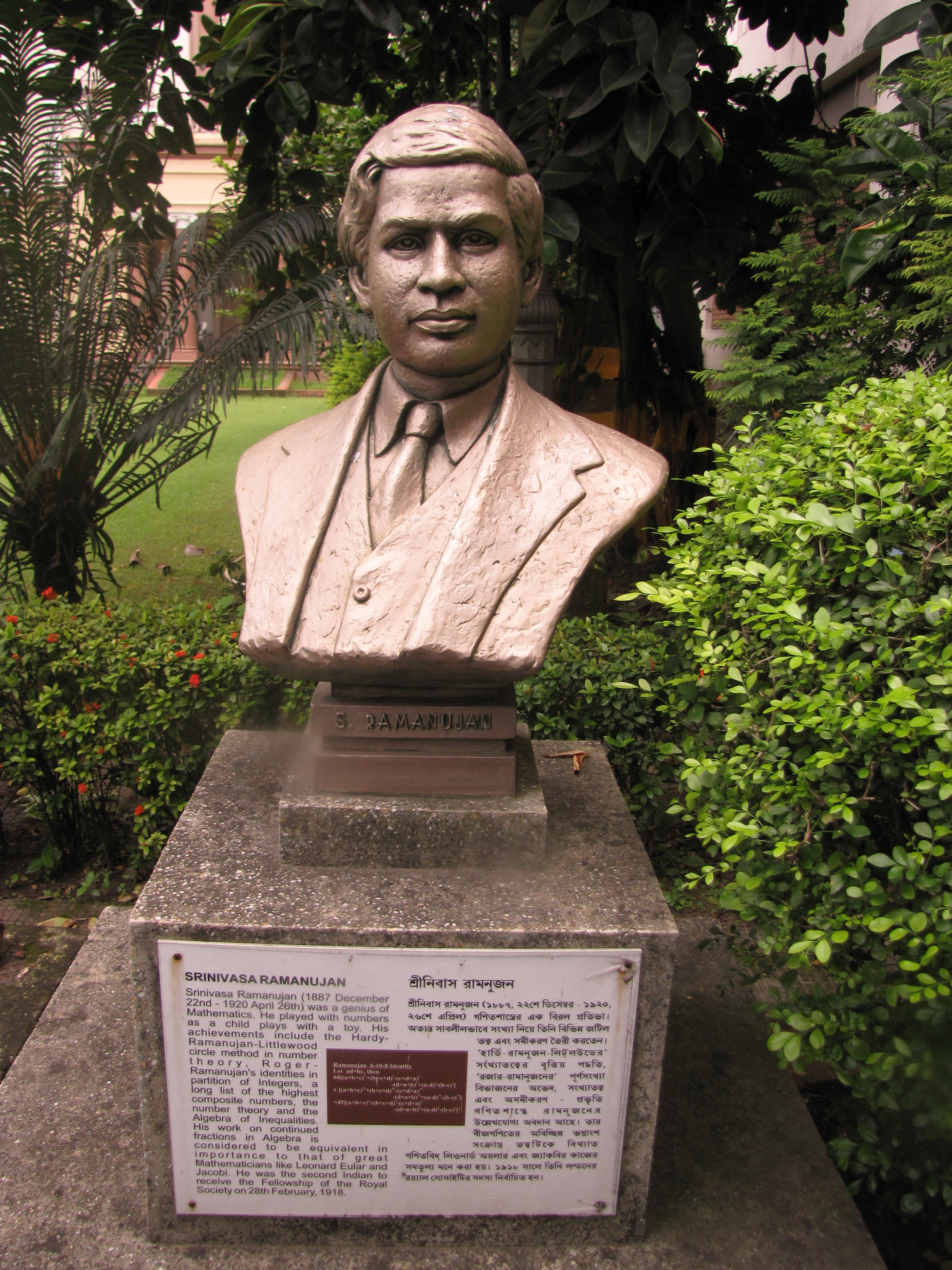
Бюст Рамануджана в саду промислового та наукового музею Бірли в Колкаті, Індія

Щоб зберегти спадщину цього дивовижного, ні на кого не схожого математика, у 1957 році Інститут фундаментальних досліджень Тата видав двотомник із фотокопіями його чернеток.
22 грудня (день народження Рамануджана) у штаті Таміл-Наду святкують як «День державного ІТ». Марки із зображенням Рамануджана були випущені урядом Індії в 1962, 2011, 2012 і 2016 роках.
У 2011 році, на 125-ту річницю його народження, уряд Індії оголосив, що 22 грудня щорічно відзначатиметься як Національний день математики. Тоді ж прем'єр-міністр Індії Манмоган Сінґх також заявив, що 2012 рік буде відзначатися як Національний рік математики.
Ramanujan IT City — це вільна економічна зона (ВЕЗ) інформаційних технологій (ІТ) у Ченнаї, яка була побудована в 2011 році. Розташована поруч із парком Тидел, вона вміщає 25 акрів (10 га) з двома зонами загальною площею 530 000 м2 та 420 000 м2 офісних приміщень.
Наука нічого не виграла від того, що Кумбаконамський коледж відкинув єдиного великого вченого, якого він мав, і ця втрата була незмірною. Доля Рамануджана — найгірший з відомих мені прикладів шкоди, яку може заподіяти малоефективна і негнучка система освіти. Потрібно було так мало: всього 60 фунтів стерлінгів на рік протягом 5 років та епізодичного спілкування з людьми, які мають справжні знання та трохи уяви,— і світ отримав би одного з найвидатніших математиків…— Ґ. Г. Гарді

## У кінематографі

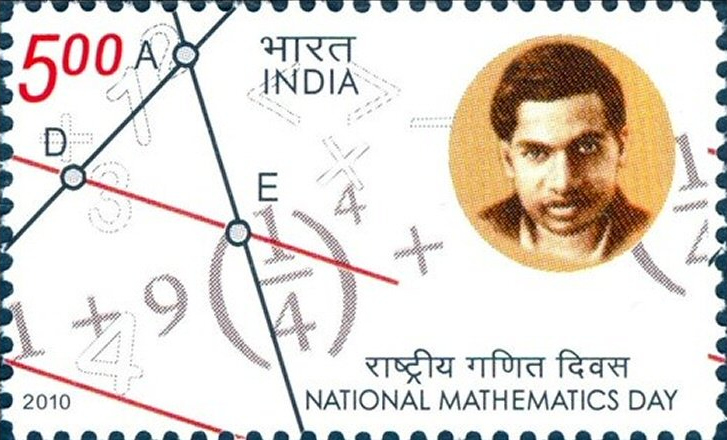
Індійська марка 2012 року, присвячена Національному дню математики, із зображенням Рамануджана

Математик-самоучка Рамануджан — головний герой наступних художніх фільмів:
- «Рамануджан»[en] (2014) виробництва Індії;
- «Людина, яка пізнала нескінченність»[11] (2015) виробництва Великої Британії, заснована на сюжеті однойменної книги Роберта Канігеля;
- Аміта Рамануджан, героїня серіалу «4исла» (2005–2010), названа на честь математика;
- «Розумник Вілл Гантінґ» (1997) виробництва США. Згадується у діалозі професора математики Джеральда Лембо та психолога Шона.

## Поняття, пов'язані з ім'ям Рамануджана
Іменем Рамануджана названі:
- Гіпотеза Рамануджана
- Суми Рамануджана
- Функція Рамануджана
- Стала Ландау — Рамануджана
- Стала Рамануджана — Зольднера
- Число Рамануджана — Гарді
- Просте число Рамануджана
- Тотожність Роджерса — Рамануджана[en]
- Теорема Гарді — Рамануджана
- Тотожність Доугалла — Рамануджана
- Граф Рамануджана

На його честь названо астероїд 4130 Рамануджан.